# Stuttgart Open 2024
Lo Stuttgart Open 2024, ufficialmente Boss Open 2024 per motivi di sponsorizzazione, è stato un torneo di tennis giocato sull'erba. È stata la 46ª edizione facente parte della categoria ATP Tour 250 nell'ambito dell'ATP Tour 2024. Si è giocato al Tennis Club Weissenhof di Stoccarda, in Germania, dal 10 al 16 giugno 2024.

## Partecipanti ATP singolare

### Teste di serie
| Nazionalità | Giocatore          | Ranking* | Testa di serie |
| ----------- | ------------------ | -------- | -------------- |
| Germania    | Alexander Zverev   | 4        | 1              |
| Stati Uniti | Ben Shelton        | 15       | 2              |
| Kazakistan  | Aleksandr Bublik   | 17       | 3              |
| Stati Uniti | Frances Tiafoe     | 26       | 4              |
| Italia      | Lorenzo Musetti    | 30       | 5              |
| Regno Unito | Jack Draper        | 39       | 6              |
| Germania    | Jan-Lennard Struff | 41       | 7              |
|             | Roman Safiullin    | 42       | 8              |

* Ranking al 27 maggio 2024.

### Altri partecipanti
I seguenti giocatori hanno ricevuto una wildcard per il tabellone principale:
- Hamad Međedović
- Denis Shapovalov
- Henri Squire

Il seguente giocatore è entrato in tabellone con il ranking protetto:
- Matteo Berrettini

I seguenti giocatori sono entrati nel tabellone principale passando dalle qualificazioni:

- Giovanni Mpetshi Perricard
- Matteo Martineau
- James Duckworth
- Pierre-Hugues Herbert

Il seguente giocatore è entrato nel tabellone principale come lucky loser:
- Richard Gasquet

### Ritiri
Prima del torneo
- Matteo Arnaldi → sostituito da  Arthur Rinderknech
- Taylor Fritz → sostituito da  Andy Murray
- Márton Fucsovics → sostituito da  Flavio Cobolli
- Hubert Hurkacz → sostituito da  Zhang Zhizhen
- Jiří Lehečka → sostituito da  Brandon Nakashima
- Tomáš Macháč → sostituito da  Matteo Berrettini
- Alexander Zverev → sostituito da  Richard Gasquet

## Partecipanti ATP doppio

### Teste di serie
| Nazionalità | Giocatore       | Nazionalità   | Giocatore         | Ranking* | Teste di serie |
| ----------- | --------------- | ------------- | ----------------- | -------- | -------------- |
| Germania    | Kevin Krawietz  | Germania      | Tim Pütz          | 28       | 1              |
| Regno Unito | Neal Skupski    | Nuova Zelanda | Michael Venus     | 38       | 2              |
| Regno Unito | Lloyd Glasspool | Paesi Bassi   | Jean-Julien Rojer | 63       | 3              |
| Uruguay     | Ariel Behar     | Rep. Ceca     | Adam Pavlásek     | 69       | 4              |

* Ranking al 27 maggio 2024.

### Altri partecipanti
Le seguenti coppie di giocatori hanno ricevuto una wildcard per il tabellone principale:
- Dustin Brown /  Sebastian Ofner
- Benjamin Hassan /  Daniel Masur

La seguente coppia di giocatori è entrata in tabellone con il ranking protetto:
- Marcus Daniell /  Marcos Giron

### Ritiri
Prima del torneo
- Marcelo Arévalo /  Mate Pavić → sostituiti da  Marcus Daniell /  Marcos Giron
- Simone Bolelli /  Andrea Vavassori → sostituiti da  Constantin Frantzen /  Hendrik Jebens
- Rohan Bopanna /  Matthew Ebden → sostituiti da  Yannick Hanfmann /  Dominik Koepfer
- Sadio Doumbia /  Fabien Reboul → sostituiti da  Théo Arribagé /  Sadio Doumbia
- Tomáš Macháč /  Zhang Zhizhen → sostituiti da  Victor Vlad Cornea /  Zhang Zhizhen

## Punti
| Evento    | V   | F   | SF  | QF | 2T   | 1T | Q    | Q2   | Q1   |
| Singolare | 250 | 165 | 100 | 50 | 25   | 0  | 13   | 7    | 0    |
| Doppio    | 250 | 150 | 90  | 45 | N.D. | 0  | N.D. | N.D. | N.D. |

## Montepremi
| Evento    | V         | F        | SF       | QF       | 2T       | 1T      | Q2      | Q1      |
| Singolare | 111 785 € | 65 205 € | 38 335 € | 22 215 € | 12 900 € | 7 880 € | 3 940 € | 2 150 € |
| Doppio*   | 38 840 €  | 20 780 € | 12 180 € | 6 810 €  | N.D.     | 4 010 € | N.D.    | N.D.    |

*per team

## Campioni

### Singolare
Jack Draper ha sconfitto in finale  Matteo Berrettini con il punteggio di 3-6, 7-6(5), 6-4.
- È il primo titolo in carriera per Draper.

### Doppio
Rafael Matos /  Marcelo Melo hanno sconfitto in finale  Julian Cash /  Robert Galloway con il punteggio di 3-6, 6-3, [10-8].